# Lithostege subfuscata
Lithostege subfuscata là một loài bướm đêm trong họ Geometridae.